# James Robertson (Fotograf)

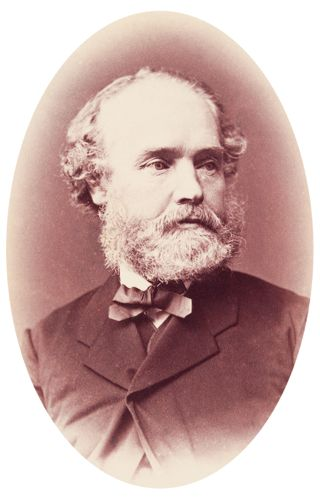
James Robertson (ca. 1875)

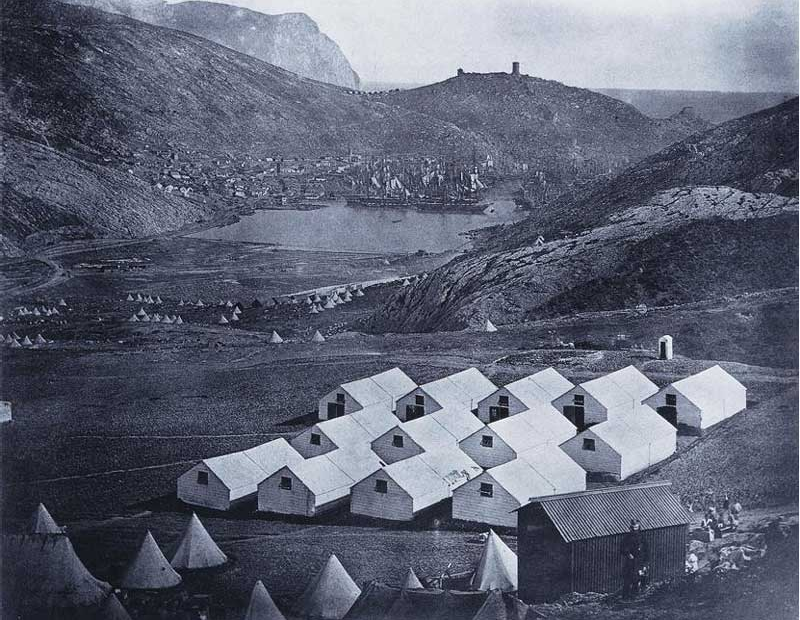
Krimkrieg, Militärlager bei Balaklawa, Fotografie von „Robertson & Beato“, 1855

James Robertson (* 1813 in Middlesex, England; † 18. April 1888 in Yokohama, Japan) war ein britischer Fotograf und Graveur, der im Mittelmeerraum, auf der Krim sowie in Indien arbeitete. Er gilt als einer der ersten Fotojournalisten, der kriegerische Auseinandersetzungen festhielt.

## Leben
Robertson wurde 1813 in Middlesex, Großbritannien geboren. Er lernte zuerst den Beruf des Graveurs und arbeitete ab 1843 als solcher für die osmanische Münze in Konstantinopel. Es ist nicht eindeutig belegt, ab wann er begann, sich mit Fotografie auseinanderzusetzen. Es wird jedoch allgemein davon ausgegangen, dass er in den 1840er Jahren damit begann.
1853 begann er mit Felice Beato zusammenzuarbeiten und die zwei bildeten eine Partnerschaft namens Robertson & Beato, die entweder 1853 begann, oder als Robertson ein Fotostudio in Pera, Konstantinopel eröffnete. Während seines Aufenthalts in Konstantinopel hielt Robertson das Alltagsleben und viele der prächtigen Paläste, Moscheen, Brunnen und sonstigen Bauwerke der Stadt auf Fotografien fest. Nach diesen ließ die Literarisch-artistische Abteilung des Österreichischen Lloyd Anfang der 1860er Jahre Stahlstiche anfertigen, die sie vor allem in Alben als Souvenirs für die wachsende Zahl der Orientreisenden vertrieb.
Entweder 1854 oder 1856 schloss sich Robertson und Beato der Bruder Beatos, Antonio, an, als sie eine Fotoexpedition nach Malta unternahmen. Weitere Reisen führten sie 1857 nach Griechenland und an die Stätten biblischer Handlungen. Eine Reihe ihrer Fotos aus dieser Zeit sind mit Robertson, Beato and Co. gekennzeichnet, und es wird davon ausgegangen, dass das and Co. sich auf Antonio Beato bezieht. Entweder spät im Jahre 1854 oder Anfang 1855 heiratete Robertson die Beato-Schwester Leonilda Maria Matilda Beato, mit der er in den folgenden Jahren drei Töchter hatte.
1855 reisten Robertson und Felice Beato nach Balaklawa, Krim, wo sie die Arbeit von Roger Fenton fortsetzten, der bis dahin den Krimkrieg fotografisch dokumentiert hatte. Zu den Höhepunkten ihrer fotografischen Arbeiten zählt der Fall von Sewastopol im September 1855.
Nach einigen Quellen reisten 1857 sowohl Robertson als auch Felice Beato nach Indien, um dort die Auswirkungen des Sepoy-Aufstands festzuhalten; von einigen Autoren wird dies allerdings bestritten, da zur selben Zeit Fotos mit der Firmensignatur in Palästina, Syrien, Malta und Kairo entstanden. Gesichert ist in jedem Fall, dass Beato die Reisen ins indische Hinterland alleine unternahm.
1860 löste sich die Partnerschaft mit Felice Beato auf, der nach China reiste, um dort Kriegshandlungen im Rahmen des Zweiten Opiumkrieges zu fotografieren. Robertson ging eine kurzfristige Geschäftsbeziehung mit Charles Shepherd in Konstantinopel ein. Robertson beendete seine fotografische Karriere in den 1860er Jahren und setzte seine Arbeit als Graveur bei der osmanischen Münze fort, bis er 1881 dort in Ruhestand ging. Im selben Jahr machte Robertson sich in Richtung Yokohama, Japan auf, wo Felice Beato seit langer Zeit sehr erfolgreich tätig war. Er kam dort im Januar 1882 an und verstarb dort im April 1888.